# (12002) Suess
Pour les articles homonymes, voir Suess.
(12002) Suess est un astéroïde de la ceinture principale.

## Description
(12002) Suess est un astéroïde de la ceinture principale. Il fut découvert le 19 mars 1996 à l'Observatoire d'Ondřejov par Petr Pravec et Lenka Šarounová. Il fut nommé en honneur de Eduard Suess. Il présente une orbite caractérisée par un demi-grand axe de 3,01 UA, une excentricité de 0,11 et une inclinaison de 9,4° par rapport à l'écliptique.

## Compléments